# Uwe Weigert
Uwe Weigert (* 9. Juni 1958 in Frankfurt am Main) ist ein ehemaliger deutscher Fußballspieler.

## Karriere
Weigert spielte bereits in der Jugend von Eintracht Frankfurt, bevor er ins Profiteam aufrückte. Er gehörte zwar drei Spielzeiten dem Bundesligakader an, kam aber lediglich zu einem Kurzeinsatz. In der Saison 1978/79 wurde er von Trainer Friedel Rausch am 26. Spieltag in der Schlussphase für Helmut Müller gegen Hertha BSC eingewechselt. Das Spiel ging 1:4 verloren. 1980 wechselte er zum Stadtrivalen FSV Frankfurt. Der FSV spielte in der Südstaffel der 2. Bundesliga. Weigert absolvierte 29 Spiele; durch die Einführung der eingleisigen 2. Bundesliga, für die die Qualifikation nicht erreicht wurde, musste der Gang in die Drittklassigkeit hingenommen werden. Er blieb und schaffte mit seinen Mannschaftskameraden die direkte Rückkehr in Liga 2. Auch in seiner zweiten Runde in der 2. Bundesliga stellte sich nicht der volle sportliche Erfolg ein: Am Ende stand der Abstieg zu Buche. Weigert spielte noch bis 1991 in der Oberliga Hessen. Anschließend wechselte er zum FSV Fernwald, wo er bis 1994 spielte.